# Jozef Adamec
Jozef Adamec (Vrbové, 26 de fevereiro de 1942 – Trnava, 24 de dezembro de 2018) foi um ex-futebolista e técnico de futebol eslovaco.

## Carreira

### Clubes
Nasceu durante a Segunda Guerra Mundial, quando a Eslováquia estava separada da Tchecoslováquia e governada por um governo fantoche da Alemanha Nazista. Atacante, iniciou a carreira nos juvenis do Iskra Vrbové, e profissionalizou-se em 1958 no Spartak Trnava, o clube que por mais tempo defendeu, em três passagens. Quando prestou o serviço militar, entre 1961 e 1963, jogou pelo Dukla Praga, a equipe do exército. Passou ainda por Slovan Bratislava e, já no fim de carreira, no Slovan Viena, da Áustria.

## Seleção
Adamec enfrentou o Brasil ao menos três vezes, sendo duas nas duas Copas que disputou com a Tchecoslováquia, as de 1962 (empate sem gols no segundo jogo; não jogou na derrota na final) e de 1970 (derrota no primeiro jogo por 1 x 4). Encantado com o Brasil de 1970, que chegou ao México contestado, profetizou o tri brasileiro após a estréia: "Pelé e o Brasil são espetaculares. Se jogarem assim como hoje, já são os campeões". Em sua segunda Copa, formou o trio ataque com outros dois eslovacos, Ladislav Petráš e Ladislav Kuna.
A outra partida contra os brasileiros foi especial: em amistoso realizada em 1968, em Bratislava (atual capital da Eslováquia), marcou os três gols na vitória por 3 x 2 da Seleção Tchecoslovaca. Difunde-se inclusive que ele teria sido o primeiro a marcar três vezes em uma partida contra o Brasil, embora seja uma inverdade - antes dele, Manuel Seoane, Blagoje Marjanović, Ernest Wilimowski (que marcou inclusive quatro em um só jogo, na Copa do Mundo FIFA de 1938), Carlos Peucelle, Norberto Méndez, Óscar Míguez, José Sanfilippo e Jacques Stockman também conseguiram. Mas depois do eslovaco o feito só foi logrado por Paolo Rossi e Lionel Messi.

## Treinador
Adamec tornou-se técnico, chegando a treinar dois de seus ex-clubes, o Spartak Trnava e o Slovan Bratislava. Treinou também a Seleção Eslovaca, entre 1999 e 2001.